# Berthierville
Berthierville é uma cidade localizada na província de Quebec no Canadá.